# 墨汁無線鰨
墨汁無線鰨為輻鰭魚綱鰈形目鰨亞目舌鰨科的其中一種，為熱帶海水魚，分布於東太平洋加利福尼亞灣至秘魯海域，棲息深度1-200公尺，體長可達14.4公分，棲息在底層水域，以小型無脊椎動物為食，生活習性不明，可做為食用魚。

## 扩展阅读
維基物種上的相關：墨汁無線鰨